# الفاتح الطاهر
الفاتح علي بابكر الطاهر هو سوداني أمريكي أستاذ في قسم جلالة الملك بوميبول للهيدرولوجيا والمناخ في معهد ماساتشوستس للتكنولوجيا.

## النشأة والتعليم
ولد الفاتح الطاهر في ابو روف، أم درمان، السودان، في أكتوبر 1961 ل علي بابكر الطاهر ونفيسة حسن موسى.
حصل على بكالوريوس العلوم في الهندسة المدنية من جامعة الخرطوم عام 1985 (مع مرتبة الشرف الأولى). حصل على جائزة جامعة الميرغني حمزة. ثم أكمل درجة الماجستير في علوم الهيدرولوجيا من الجامعة الوطنية في أيرلندا عام 1988 (مع مرتبة الشرف من الدرجة الأولى) وحصل على جائزة ماكلولين. ثم حصل الطاهر على درجة الماجستير في علوم الأرصاد الجوية ودكتوراه في العلوم في علم المناخ المائي، كلاهما، في عام 1993 من معهد ماساتشوستس للتكنولوجيا (MIT). تم تمويل بحثه من قبل زمالة ناسا في أبحاث التغيير العالمي.

## الحياة الوظيفية والبحثية
واصل الطاهر عمله في معهد ماساتشوستس للتكنولوجيا بعد حصوله على الدكتوراه، كزميل ما بعد الدكتوراه قبل ترقيته إلى أستاذ مساعد عام 1994. في عام 1998، أصبح أستاذًا مشاركًا ثم أستاذًا في عام 2003. الطاهر أستاذ جلالة الملك بوميبول للهيدرولوجيا والمناخ، ومدير برنامج معهد ماساتشوستس للتكنولوجيا- جامعة محمد السادس للفنون التطبيقية (UM6P ) البحثي مع التركيز على التنمية المستدامة في إفريقيا.
تركز أبحاث الطاهر على تطوير نماذج عددية يتم التحقق منها ضد المراقبة عبر الأقمار الصناعية لدراسة كيفية تأثير تغير المناخ العالمي على المجتمع من خلال التغيرات في توافر المياه وتفشي الأمراض، على وجه الخصوص في أفريقيا وآسيا.

## الجوائز والتكريم
حصل الطاهر على جائزة ناسا للمحقق الجديد في عام 1996، جائزة الرئاسة الأمريكية للوظيفة المبكرة للعلماء والمهندسين (PECASE) في عام 1997،  وجائزة الكويت في العلوم التطبيقية لعمله في مجال تغير المناخ في عام 1999. تم انتخابه زميلًا في الاتحاد الجيوفيزيائي الأمريكي (AGU) في عام 2008، ثم حصل على جائزة AGU في العلوم الهيدرولوجية في عام 2017.
في عام 2023، تم انتخابه عضوًا في الأكاديمية الوطنية للهندسة (NAE)، وفي نفس العام، انتخب زميلًا للأكاديمية العالمية للعلوم (TWAS). الطاهر عضو في الجمعية الأمريكية للأرصاد الجوية والجمعية الملكية للأرصاد الجوية والجمعية الأمريكية للمهندسين المدنيين والجمعية الهندسية السودانية والأكاديمية الوطنية السودانية للعلوم.  

## الحياة الشخصية
الطاهر لديه ستة أشقاء، وتزوج شاهيناز في ديسمبر 1991.

## أنظر أيضا
- عابدين محمد علي صالح
- يحيى عبد المجيد